# Бамбуковый гриб
Бамбуковый гриб (лат. Phallus indusiatus) — гриб рода Весёлка. Indusiatus переводится с латыни как «одетый в верхнюю тунику». Гриб космополитически распространён по тропикам, и встречается в южной Азии, Африке, Америках, Австралии. Произрастает в лесах и садах с питательными почвами, богатых древесным перегноем. Плодовое тело гриба состоит из конической колоколообразной шляпки на ножке и тонкой кружевной «юбки» (или индузия), которая висит под шляпкой и почти достигает земли. Впервые описанный в 1798 году французским ботаником Этьеном Пьером Вентенатом, этот вид часто упоминается в отдельном роде лат. Dictyophora наряду с другими видами весёлок (лат. Phallus ) с юбкой. Весёлку indusiatus можно отличить от других подобных видов за счёт различий в распределении, размере, цвете и длине юбки.
Зрелые плодовые тела имеют высоту до 25 см с конической до колоколообразной шляпкой шириной 1,5-4,0 см. Шляпка покрыта зеленовато-коричневой спорсодержащей слизью, которая привлекает мух и других насекомых, которые едят споры и рассеивают их. Гриб употребляют в пищу, используется в качестве ингредиента в китайской кухне, добавляется во стир-фрай и добавляется в куриные супы. Гриб успешно культивируется и продаётся на азиатских рынках, богат белком, углеводами и клетчаткой. Грибы также содержат различные биологически активные вещества и обладают антиоксидантными и противомикробными свойствами. Имеются письменные упоминания использования весёлок indusiatus в китайской медицине до VII века нашей эры, и в нигерийском фольклоре.

## Описание

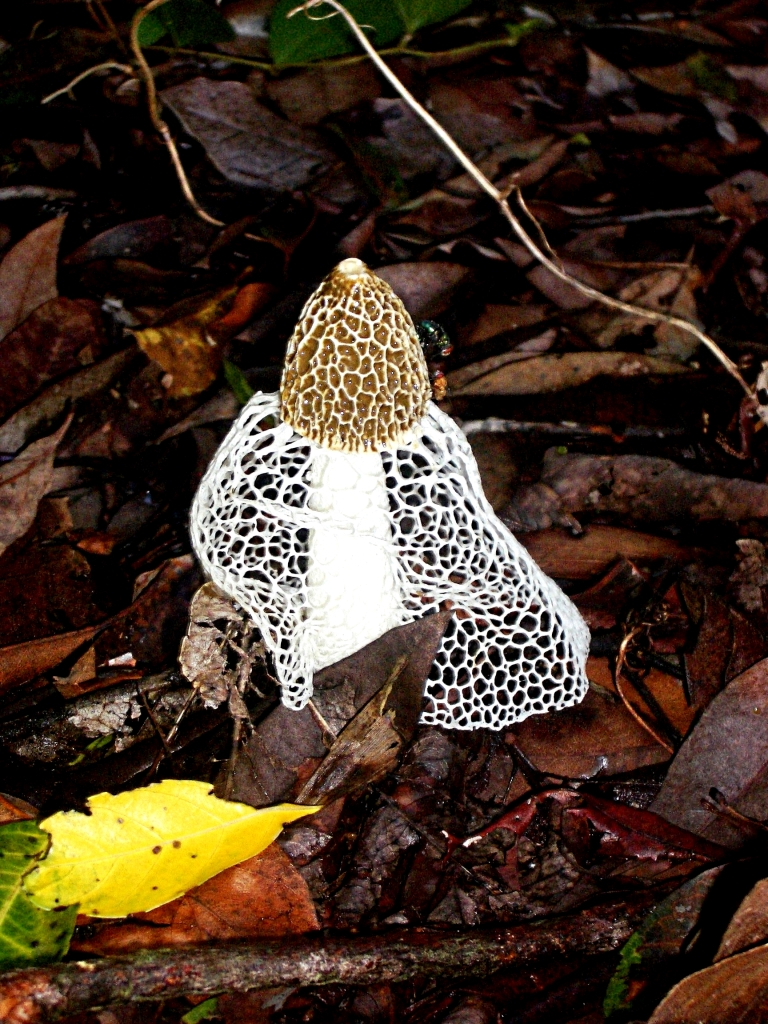
Dictyophora indusiata в Куктауне, Австралия. Кружевная «юбка» под крышкой — это индузий.

Незрелые плодовые тела P. indusiatus изначально заключены в яйцевидную подземную структуру, заключённую в перидий. Цвет «яйца» может быть от беловато-бежевым до красновато-коричневым, «яйцо» имеет диаметр до 6 см и обычно имеет толстые ризоморфы, прикрепленные снизу. Когда гриб созревает, давление, вызванное увеличением внутренних структур, вызывает разрыв перидия, и плодовое тело быстро выходит из «яйца». Зрелый гриб достигает до 25 см и опоясывается сетчатой структурой, называемой индузием (или просто «юбкой»), форма которая варьирует от конической до колоколообразной. Сквозные отверстия индузиума могут быть многоугольными или круглыми. Хорошо развитые образцы имеют индузиум, который доходит до вольвы и несколько раз вспыхивает, прежде чем рухнуть на стебель. Шляпка имеет ширину 1,5-4,0 см, а её сетчатая (выпуклая и ребристая) поверхность покрыта слоем зеленовато-бурой и грязно-пахнущей слизи, глебой, которая изначально частично скрывает сетчатки. Верх шляпки имеет небольшое отверстие. Ножка достигает в длину 7-25 см, и в толщину 1,5-3,0 см. Полая ножка белая, примерно равноутолщённая по всей длине, иногда изогнутая и губчатая. Разорванный перидий остается в виде рыхлой волвы у основания стебля. Плодовые тела развиваются ночью и требуют 10-15 часов для полного развития после выхода из перидия. Они недолговечны, обычно длятся не более нескольких дней. В этот момент слизь обычно удаляется насекомыми, оставляя бледную не совсем белую обнажённую поверхность шляпки. Споры P. indusiatus тонкостенные, гладкие, эллиптические или слегка изогнутые, гиалиновые (полупрозрачные) и размером 2-3 на 1-1,5 мкм.

## Выращивание и пищевая ценность

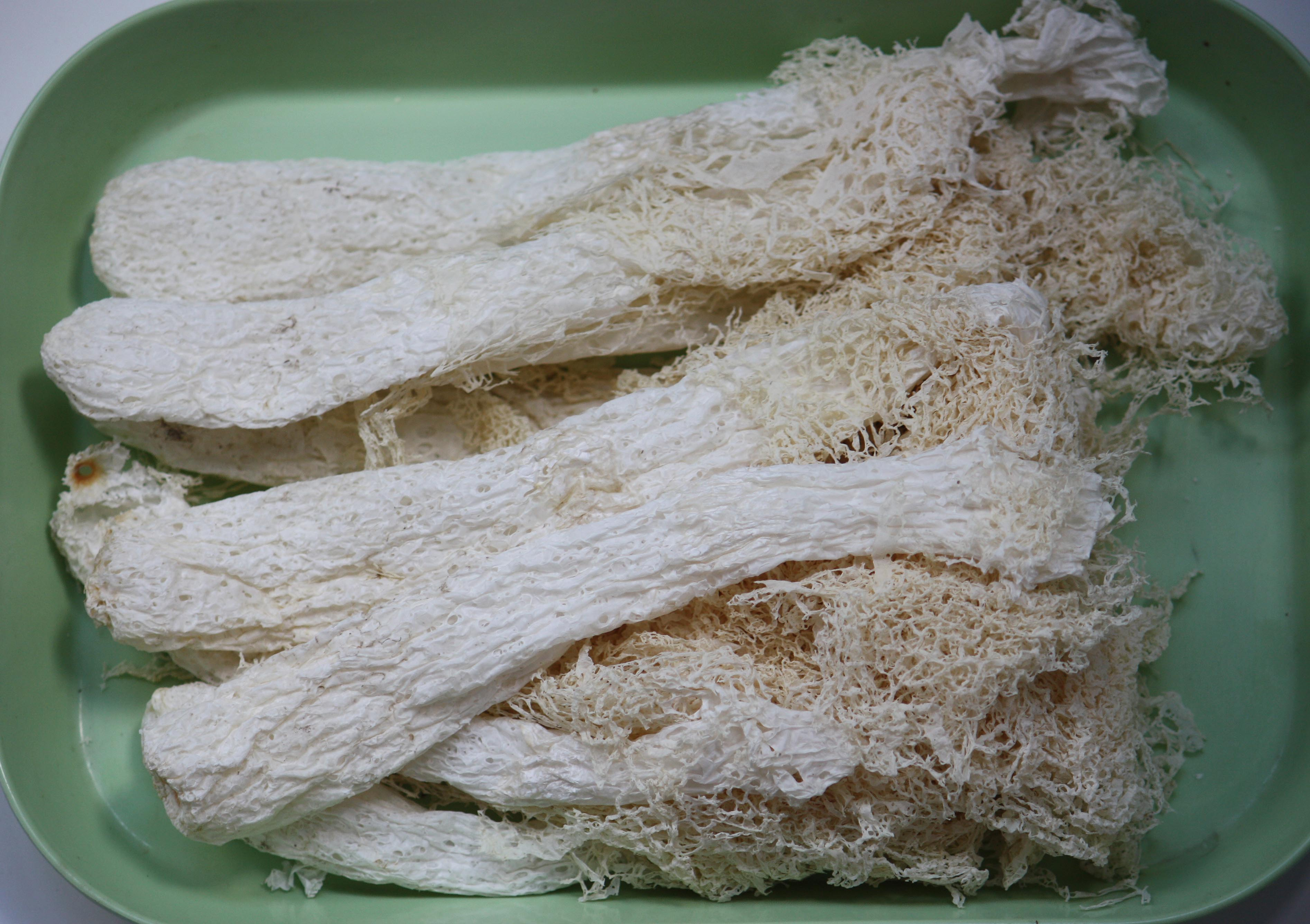
Гриб продаётся в сушёном виде и обычно отмачивается перед приготовлением

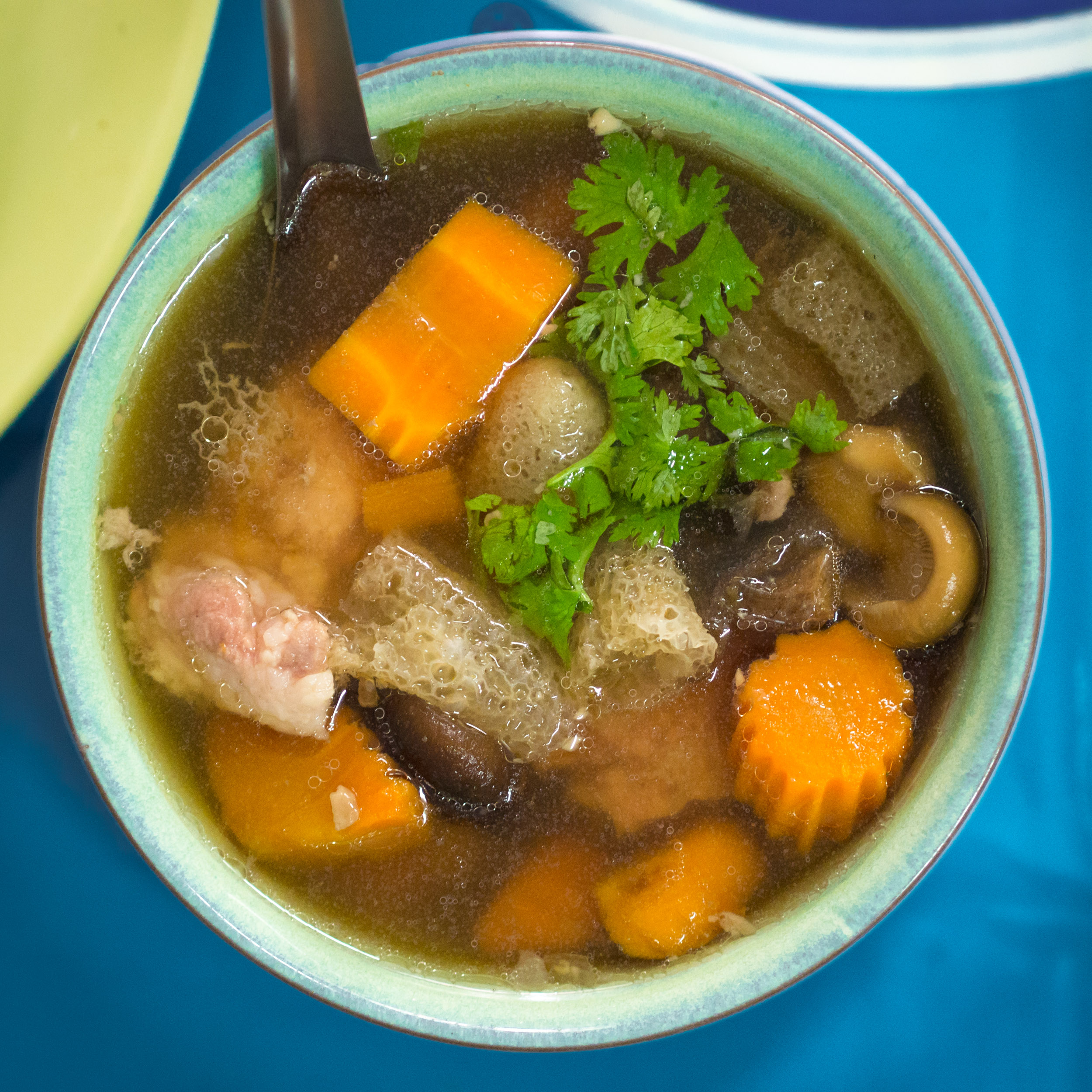
Tom yuea phai — тайский суп, приготовленный с этим грибом

В Восточной Азии P. indusiatus считается деликатесом и афродизиаком. Раньше грибы собирались только в дикой природе, где они произрастали в малых количествах, и их было трудно добыть. Поэтому гриб употребляли только в особых случаях. Во времена китайской династии Цин вид был собран в провинции Юньнань и отправлен в Императорские дворцы, чтобы удовлетворить аппетит вдовствующей императрицы Цыси, которая особенно любила блюда, содержащие съедобные грибы. Это был один из восьми признанных ингредиентов «Bird’s Nest Eight Immortals Soup», который служил на банкете, чтобы отпраздновать своё 60-летие. Это блюдо, обслуживаемое потомками семьи Конфуция на торжествах и банках с долголетием, содержало ингредиенты, которые были «все драгоценное питание, деликатесы из земли и моря, свежие, нежные и хрустящие, соответственно сладкие и солёные». Другим заметным событием был государственный банкет, проведённый для американского дипломата Генри Киссинджера в его поездке в Китай для восстановления дипломатических отношений в начале 1970-х годов. Один источник пишет о грибе: «Он имеет тонкую и нежную текстуру, аромат, а также привлекателен, красив по форме, свежий и хрустящий по вкусу». Высушенный гриб, обычно продаваемый на азиатских рынках, готовят путём регидратации и замачивания или кипячения в воде до продажи. Иногда используется как традиционный компонент в заправках для супов и крепких куриных бульонов. Вымоченный гриб можно также фаршировать и варить.